# Penza (moneda medieval húngara)
La penza (término originado del latín pendo, medir) fue originalmente una moneda de oro bizantina. Comenzó a ser utilizada como dinero oficial en Hungría en el siglo XI, luego de la conversión de los húngaros y la fundación del reino medieval por San Esteban I de Hungría. Al cambio, una penza equivalía a 40 denarios. La penza aparece como forma de multa en los dos códigos del rey San Esteban. En muchas ocasiones se hace la salvedad de que una penza equivalía a un ternero, lo cual evidencia que en dicha época aún era común tanto el trueque como el pago con dinero (como ocurría en muchos otros reinos europeos).
La penza también es mencionada en los códigos del rey San Ladislao I de Hungría, quien impone severas multas e incluso pena de muerte en muchos casos para controlar la crisis criminal del comienzo de su reinado causado por el arribo de tribus bárbaras de Oriente, como los pechenegos y cumanos, a suelo húngaro.
Siglos después, el rey Carlos I Roberto de Hungría, quien había nacido y crecido en territorio itálico, reformó la economía del reino e introdujo el Florín húngaro hecho de oro en 1325 y basado en la moneda de Florencia. Con esto, Carlos I se convirtió en el primer monarca europeo que introdujo todo un sistema monetario basado exclusivamente en el oro en su reino.